# 中山村 (長野県)
中山村（なかやまむら）は長野県に存在した村（1874年10月23日-）。1954年4月1日に昭和の大合併で松本市に編入された。現在の松本市中山にあたる。

## 歴史
- 1874年（明治7年）10月23日 - 筑摩県筑摩郡埴原村・和泉村・神田村が合併して中山村となる。
- 1876年（明治9年）8月21日 - 長野県の所属となる。
- 1879年（明治12年）1月4日 - 郡区町村編制法の施行により、東筑摩郡の所属となる。
- 1889年（明治22年）4月1日 - 町村制の施行により、中山村が単独で自治体を形成。
- 1943年（昭和18年）4月1日 - 神田を松本市に編入。
- 1954年（昭和29年）4月1日 - 松本市に編入。同日中山村廃止。

## 行政
- 廃止時の村長：中島郷夫（1948年4月5日就任）

## 教育
- 中山村立中山小学校
- 中山村立中山中学校

## 交通
- 鉄道は無かった。最寄りの駅はJR南松本駅、路線バスを使うのであれば松本駅だった。
- バス路線は松本電鉄バス（現在のアルピコ交通）の中山線が運行されていたが合併後も同社によりまで2017年まで運行されていた。